# Göriach (kraj związkowy Salzburg)
Göriach – gmina w Austrii, w kraju związkowym Salzburg, w powiecie Tamsweg. Liczy 351 mieszkańców (1 stycznia 2015).